# Sotfalk
Sotfalk (Falco concolor) är en fågel i familjen falkar inom ordningen falkfåglar.

## Utseende

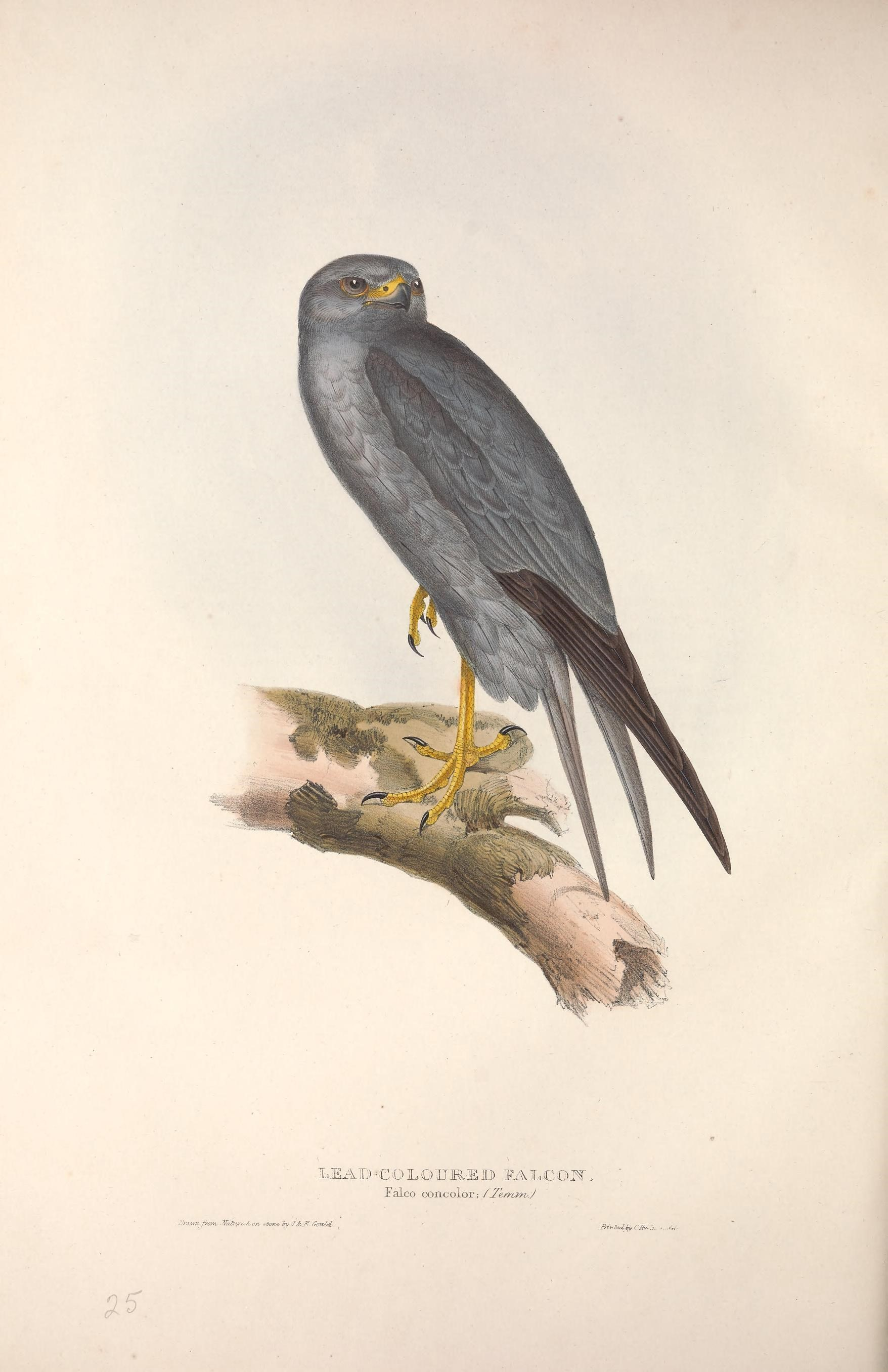
Illustration av en adult sotfalk.

Sotfalken är en mycket elegant falk, 32–37 cm lång och med en vingbredd på 78–90 cm. Med sina långa spetsiga vingar, långa stjärt och smäckra kropp påminner den om en stor lärkfalk eller liten eleonorafalk. De vuxna fåglarna är blågrå och saknar eleonorafalkens svarta vingundersida. Ungfågeln skiljer sig från unga lärkfalkar med mörk kant på vingar och stjärt och saknar eleonorafalkens kontrastrika teckning på undersidan av vingen.

## Läten
Lätena är dåligt kända. Vissa liknar tornfalkens men är långsammare och råare i tonen.

## Utbredning och levnadsmiljö
Sotfalken är en flyttfågel som häckar lokalt från bergsområden i nordöstra Afrika, kring Levanten, lokalt vid klippiga kuster på Arabiska halvön och till Pakistan. Den övervintrar i kustområde i sydöstra Afrika och på Madagaskar. Undersökningar visar att den vidgat sitt övervintringsområde söderut de senaste decennierna. Den är en mycket tillfällig gäst norr om utbredningsområdet med bara ett fåtal europeiska fynd från Italien och Frankrike.

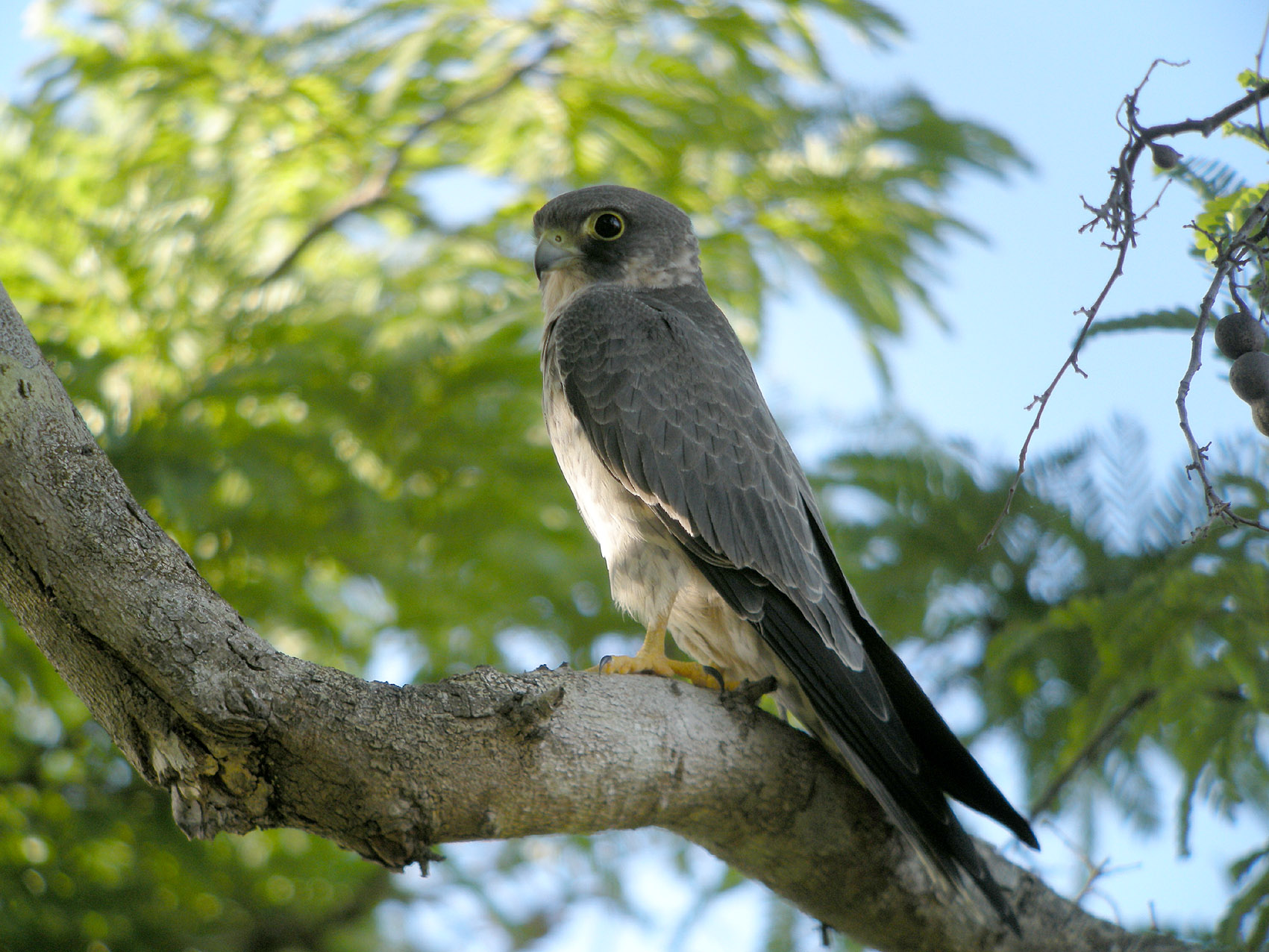
Ung sotfalk fotograferad på Madagaskar.

## Systematik
Sotfalken tillhör en grupp närbesläktade falkar där bland andra lärkfalk och eleonorafalk ingår. Den betraktas ofta som systerart till eleonorafalk men DNA-studier visar att den står närmare lärkfalken.

## Ekologi
Sotfalken lever huvudsakligen på fåglar men tar även större insekter som till exempel trollsländor. Dessa fångas med klorna och äts i flykten. Boet placeras på en klippavsats eller stenblock. Fågeln lägger upp till fyra ägg.

## Status
Tidigare betraktades sotfalken vara livskraftig men är ovanligare än man tidigare trott. 2008 placerade internationella naturvårdsunionen IUCN arten i hotkategorin nära hotad (NT) och sedan 2017 i hotkategorin sårbar. Värdspopulationen tros idag bestå av endast 1.400-2.000 par.